# 카인의 후예 (1983년 드라마)
《카인의 후예》는 1983년 5월 21일에 방영된 TV문학관이다.

## 출연
- 민욱
- 김진해
- 임혁
- 김미숙
- 양영준
- 강민호
- 김종결
- 이구순
- 안광진
- 박상만
- 이두섭
- 정종준
- 이수연
- 봉혜선
- 이난희
- 장순철
- 장희진
- 박현정
- 최용호
- 이원종
- 김동완
- 유순철
- 이한수
- 구우룡
- 윤성국
- 신원균